# Joseph Fry
Joseph Fry (1728 – 27 de marzo de 1787), fue un industrial inglés. Médico de formación (profesión que llegó a ejercer durante unos años), como empresario fundó un negocio de fundición de tipos de imprenta y la fábrica de chocolate Fry de Bristol, siendo el patriarca de una saga de empresarios cuáqueros que controlaron este segundo negocio familiar durante 150 años.

## Semblanza
Fry fue el hijo mayor de John Fry (fallecido en 1775) de Sutton Benger, Wiltshire, autor de  'Poemas Selectos' (1774) (4ª edición impresa en 1793). Se educó en el norte de Inglaterra, y fue aprendiz de Henry Portsmouth de Basingstoke, un médico profesiónal era eminente, con cuya hija mayor, Anna, se casaría después. Fue el primer miembro de su familia que se estableció en Bristol, donde adquirió una práctica médica considerable, estando 'abierto a adoptar nuevos avances científicos'.

## Logros empresariales

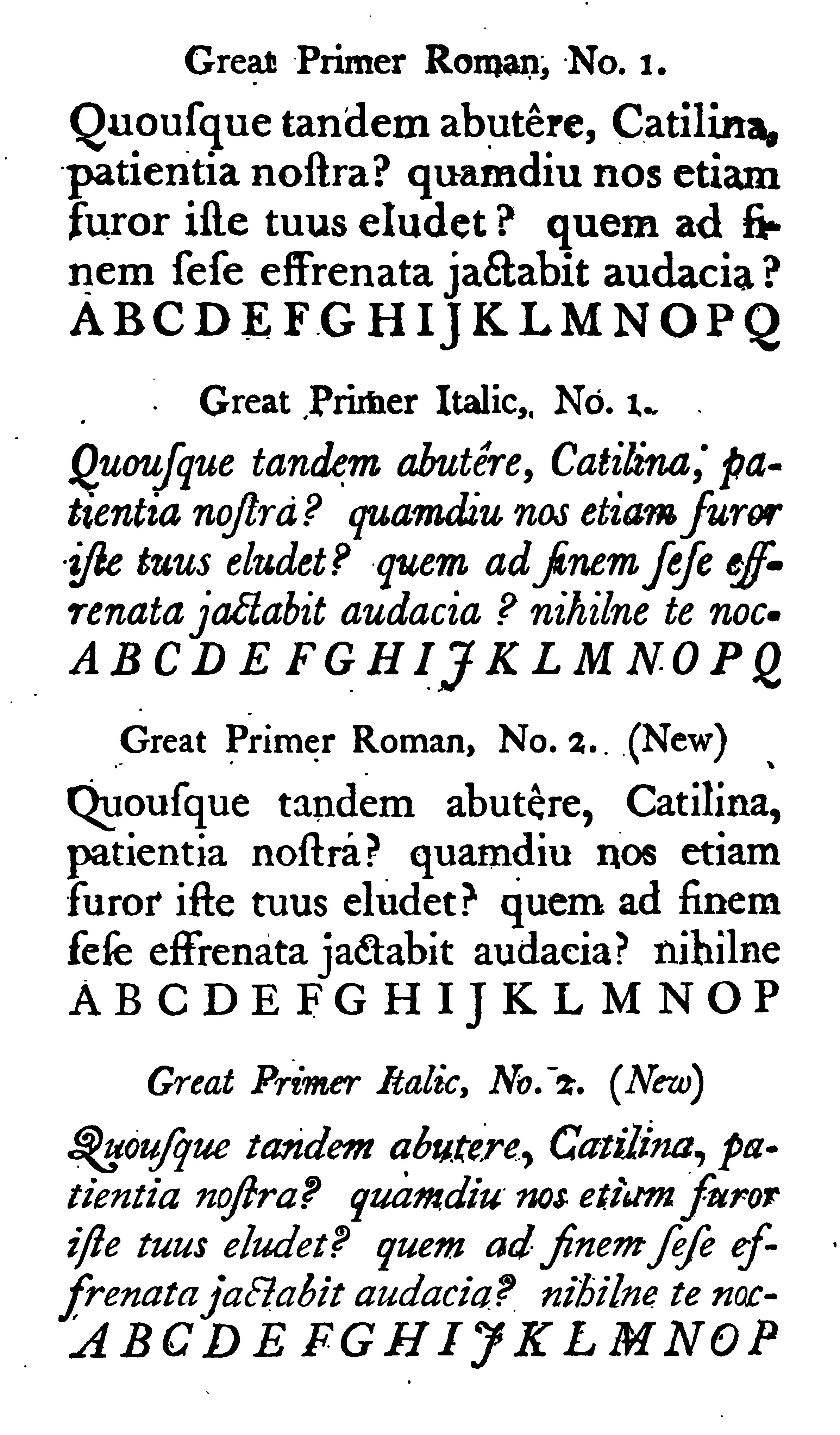
Espécimen de fundición para freír Great Primer nuevo y viejo de The Printers Grammar

### Chocolatería
Después de un tiempo abandonó la medicina para iniciar sus actividades empresariales. Colaboró con Richard Champion en sus iniciativas en Bristol, y comenzó a producir chocolate tras adquirir las instalaciones de Walter Churchman. El negocio de la manufactura del chocolate y del cacao así iniciado (posteriormente denominado J. S. Fry & Sons) permaneció en manos de la familia hasta comienzos del siglo XX. 

### Fundición de tipos de imprenta
El éxito de John Baskerville con los tipos de imprenta hizo que Fry fijara su atención en este negocio en 1764, fundando una sociedad con William Pine, controlando la primera imprenta del diario Bristol Gazette.
Sus nuevos tipos de imprenta se utilizaron en varios trabajos editados entre 1764 y 1770. El director de la empresa tipográfica Joseph Fry & Wm Pine era Isaac Moore, anteriormente un herrero de Birmingham, después de cuya rápida admisión en la sociedad se organizaron unos talleres en Londres.
En 1774 la empresa de Londres produjo una biblia a tamaño folio de gran calidad, y en 1774–1776 una cuidada edición en 5 volúmenes. Las primeras tipografías de Fry eran imitaciones de las de Baskerville, siendo troqueladas por Isaac Moore. Posteriormente abandonaron este estilo de letra, para seguir la tipografía Caslon, que se había hecho más popular.
Más adelante la empresa pasó a llamarse Joseph Fry of London (1773–1776). En 1774 Pine imprimió en Bristol una biblia con tipografía pearl, afirmando que era ‘la biblia más pequeña jamás impresa'. Todas estas ediciones llevaban notas añadidas para evitar la infracción de derechos de otras obras registradas. Dos años más tarde, la empresa pasó a llamarse J Fry & Co. (1776–1782), editando en 1777 reimpresiones de la biblia en folio y en octavilla. Pine posteriormente se retiró por completo del negocio. 
Fry incorporó a la sociedad en 1782 a dos de sus hijos, Edmund (fallecido en 1835) y Henry, y compró en aquel año las instalaciones de James Foundry a la muerte de Rowe Mores, incluyendo todo el material de antiguos fundidores de tipografía inglesa. En 1785 publicaron un ‘Espécimen de los Tipos de Impresión diseñados por Joseph Fry & Sons, Fundidores de Letras y Marca de Fabricación de Instrumentos por la Patente de Letras Reales del Rey.' En el anuncio, los propietarios ‘se halagaban a sí mismos', anunciando que los nuevos tipos ‘se mezclarán con, y serán totalmente distintos de, la mayoría de las fuentes aprobadas realizadas por el último artista ingenioso, William Caslon'. En el año siguiente publicaron otro ‘Espécimen' con nuevas fuentes, incluyendo siete páginas de tipos orientales, denominadas ‘Tipos de Imprenta del Príncipe de Gales'.

### Jabón y sustancias químicas
Hasta la fecha de su muerte, Fry fue socio de Alderman William Fripp en la empresa Fry, Fripp, & Co., soap boilers (este negocio pertenece actualmente al grupo Christopher Thomas Brothers). Fry también fue el propietario de algunas empresas químicas en Battersea, en las que era asistido por su hijo.

## Defunción
Fry murió tras permanecer unos días enfermo el 29 de marzo de 1787 a los 59 años de edad. Padre y abuelo, era miembro de la Sociedad Religiosa de los Amigos, y fue enterrado en el cementerio de los Friars de Bristol.

## Continuación de los negocios
Después de su muerte, su hijo el doctor Edmund Fry (desde 1787 hasta 1794) se hizo cargo de la empresa de fundición de tipos, que incluía una sociedad con Isaac Steele, llamada "Edmund Fry e Isaac Steele" (1794-1799) y después "Fry Steele & Co" (1799-1808). El nombre de la compañía se cambió una vez más, pasando a ser "Edmund Fry, M.D. Fundidor de Tipos de Imprenta del Rey y Principe Regente" (1808-1816). Del testamento de Joseph se sabe que en la fecha de su muerte se denominaba "Edmund Fry & Son" (1816-1828). La Fundición fue entonces adquirida por William Thorowgood, "Fundidor de Letras de Su Majestad", en 1820. La venta incluyó no solo la colección de tipos orientales y las tipografías diseñadas por la empresa, sino que incluyó además las antiguas tipografías adquiridas en su momento con la compra de James Foundry.
El otro negocio de Joseph Fry, la manufactura de chocolate y cacao, fue confiado a su viuda y a un hijo, Joseph Storrs Fry (1766–1835), bajo el nombre de "Anna Fry & Son". El nombre anterior había sido "Fry, Vaughan, & Co.". En 1795 la fábrica se trasladó de la calle Newgate a la calle Union, donde se instaló un motor de vapor de Watt, el primero en Bristol. Joseph Storrs Fry tuvo tres hijos, Joseph, Francis (1803–1886), y Richard, que posteriormente se incorporaron a la empresa, que pasó a llamarse "J. S. Fry & Sons", nombre de la empresa hasta su absorción por Cadbury.
La viuda estuvo asociada por un tiempo escaso con sus hijos en el negocio de fundición de tipos de imprenta, falleciendo en Charterhouse Square, Londres, el 22 de octubre de 1803, a los 83 años de edad.